# Ke'gemni
Brian Brown noemt de  Ptah-Hotep en de Ke'gemni (lett.: Ik heb een ziel gevonden) de oudste boeken in de wereld. Ze werden geschreven tussen 4000 en 3400 v.Chr. Ze zouden model gestaan hebben voor andere die over hetzelfde thema schreven, bijvoorbeeld Hammoerabi en Salomo. Er bestaat een tombe van een zekere Ke'gemni in Memphis en zijn titel luidt: rechter van het hoog gerechtshof, gouverneur van het land tot de noord- en zuidgrens en directeur, voor zover dat te achterhalen is. Hij wordt soms geassocieerd met de schrijver van het gelijknamige boek.